# شیخ‌حسن (دالاهو)
شیخ‌حسن (دالاهو)، روستایی از توابع بخش مرکزی شهرستان دالاهو در استان کرمانشاه ایران است.

## جمعیت
این روستا در دهستان بیونیج قرار دارد و براساس سرشماری مرکز آمار ایران در سال ۱۳۸۵، جمعیت آن ۸۳ نفر (۱۸خانوار) بوده‌است.